# Kostel svatého Petra a Pavla (Růžová)
Kostel svatého Petra a Pavla stojí v centru obce Růžová, v okrese Děčín. Od roku 1966 je chráněn jako kulturní památka.

## Historie
Farnost je v Růžové poprvé zmiňována již k roku 1352, kdy spadala pod děkanství Lípa (dnešní Česká Lípa). Od roku 1562 byla protestantská. Kostel v Růžové vystavěl v barokním slohu v letech 1710–1712 na místě starší stavby teplický stavitel Christian Lagler. Patronaci nad kostelem převzal majitel panství hrabě František Karel Clary-Aldringen. Dne 9. října 1712 byla stavba vysvěcena Johannem Christophem Müllerem za účasti hraběcí rodiny. Kostel byl vyzdoben obrazy apoštolů, přičemž plátno se sv. Petrem a Pavlem pochází zřejmě z dílny okruhu Petra Brandla. Dnes se obrazy nacházejí v zámku v Děčíně. V roce 1786 došlo v Růžové k obnovení farnosti, pod kterou spadají i Kamenická Stráň a Mezná. Až do roku 1912 spadala pod vikariát Česká Kamenice, později přešla pod vikariát Děčín. Až do roku 1946 zde byl farářem Mons. Robert Franze.

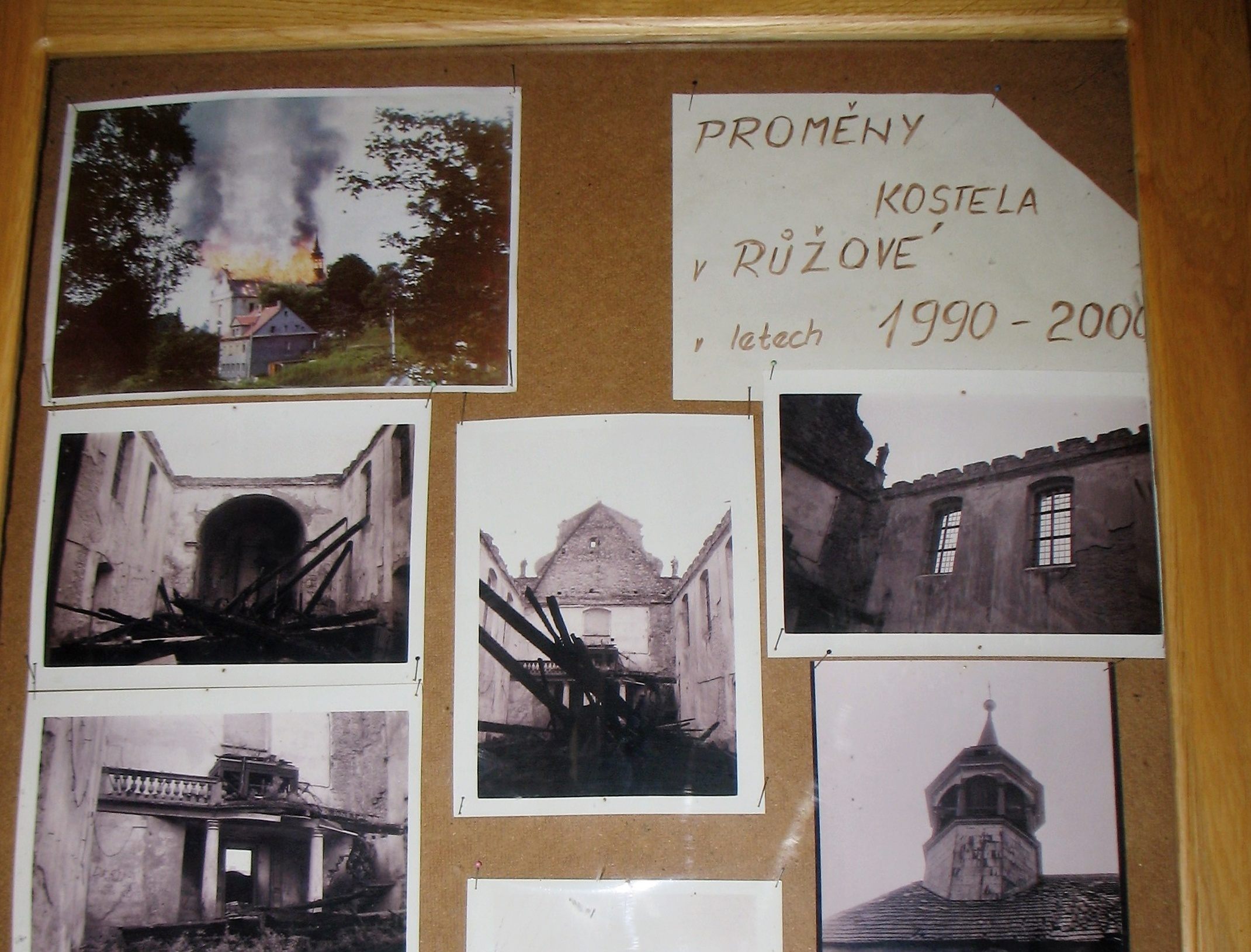
Fotodokumentace následků požáru

Po válce nebyla farnost obsazena a kostel byl spravován z Děčína. Postupně chátral, neboť tehdejší komunistický režim údržbu náboženských památek zanedbával. Zdevastovanému a vyrabovanému kostelu zasadil další ránu 1. srpna 1988 požár, který vznikl, když tehdejší duchovní správce Benno Rössler neopatrně spaloval suchou trávu a listí poblíž kostela. Od hořící kupky přeskočil oheň na blízkou túji a z ní na střechu kostela. Kostel vyhořel takřka do základů; na místě zůstala jen zřícenina. Na jaře 1989 vydal Okresní národní výbor v Děčíně rozhodnutí o jeho demolici. Na tu už díky převratu v listopadu 1989 nedošlo. V letech 1996-2000 prošel kostel kompletní rekonstrukcí díky snaze pastoračního asistenta Mgr. Marcela Hrubého, kterému se podařilo se spolupracovníky kostel opravit, a 7. října 2000 byl znovu vysvěcen biskupem ThDr. Josefem Kouklem. Současný mobiliář pochází z kostelů v Dubnici v Podještědí (oltáře), Zahořanech u Litoměřic (varhany, křtitelnice a sochy sv. Petra a Pavla) a Markvarticích (sochy). Lavice jsou kopií lavic z kostela v Konojedech u Úštěka.
Na vstupní rampě před kostelem stojí sochy apoštolů. Kolem kostela býval hřbitov. Nový katolický hřbitov na stráni pod Petrovým vrchem začal sloužit roku 1906.

## Galerie

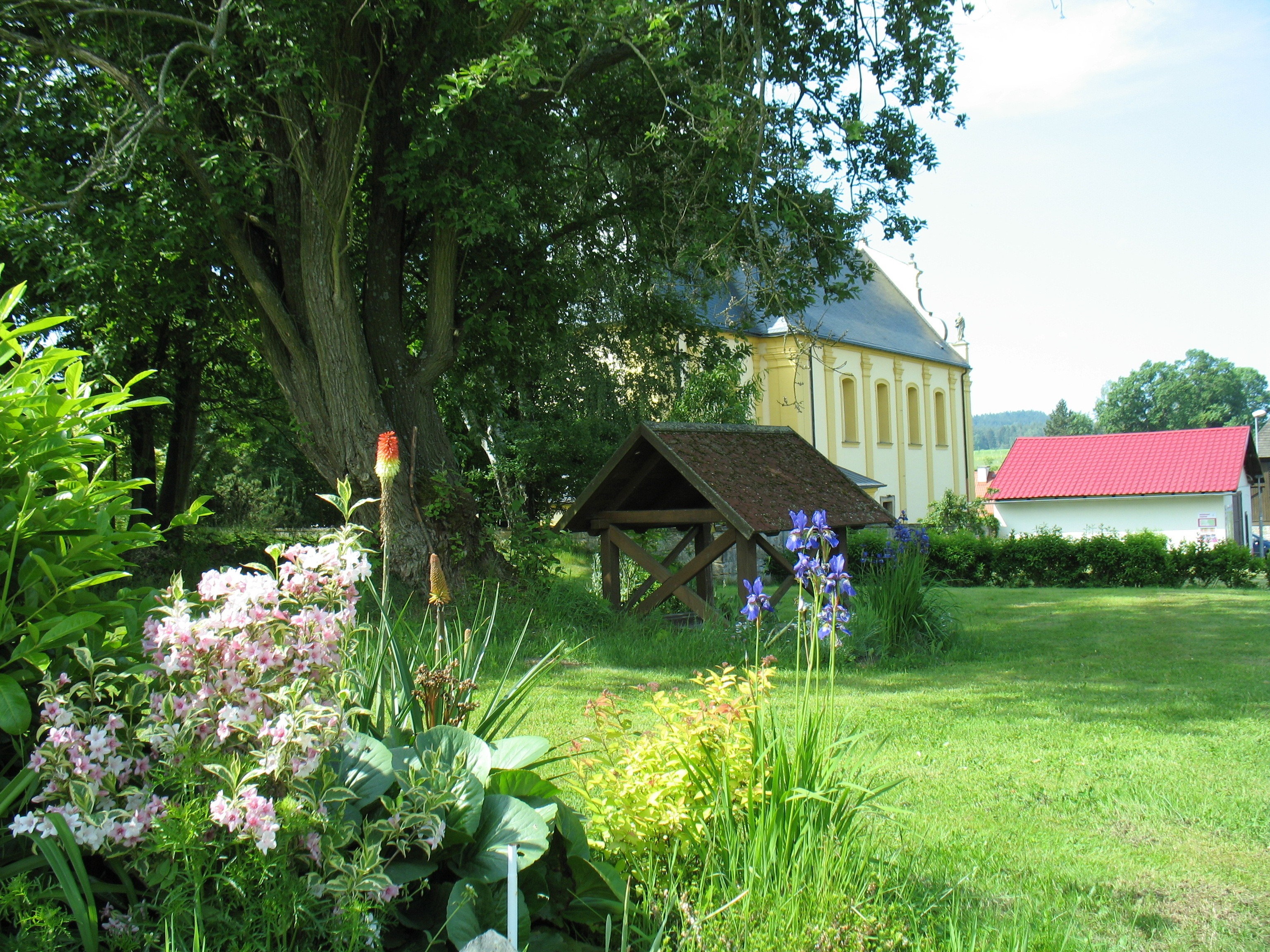
Parčík za kostelem
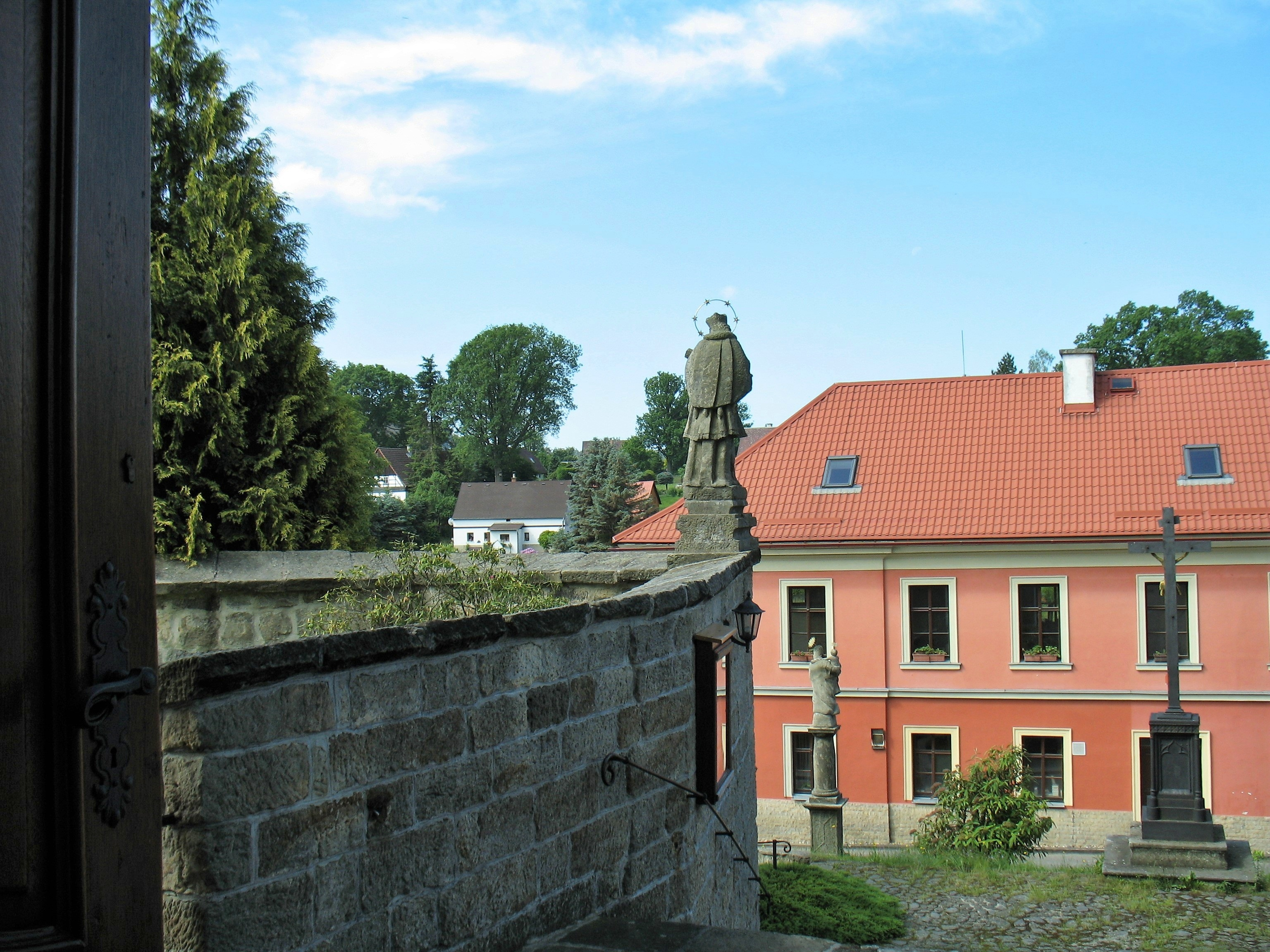
Výhled z kostelních vrat
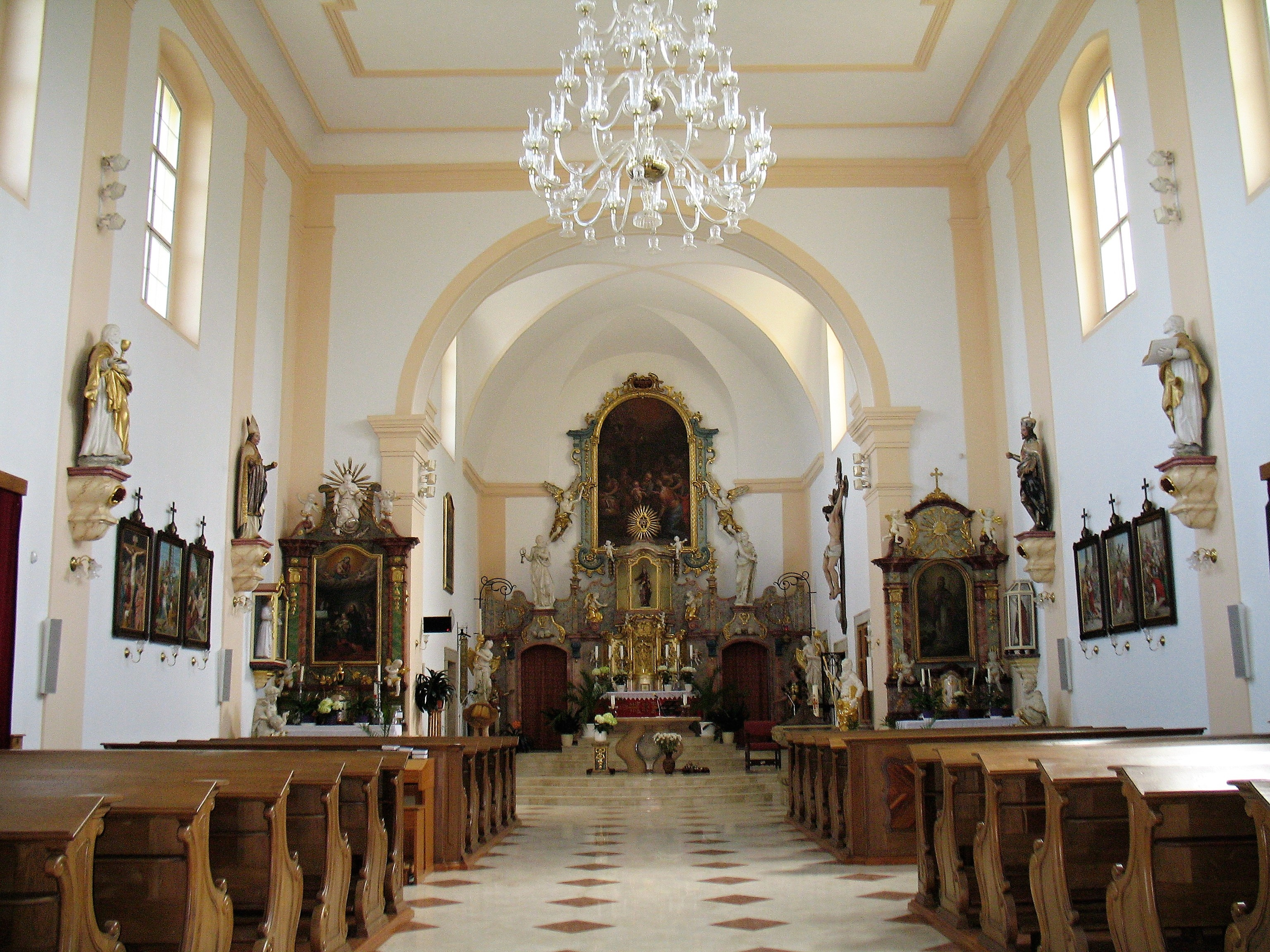
Obnovený barokní interiér
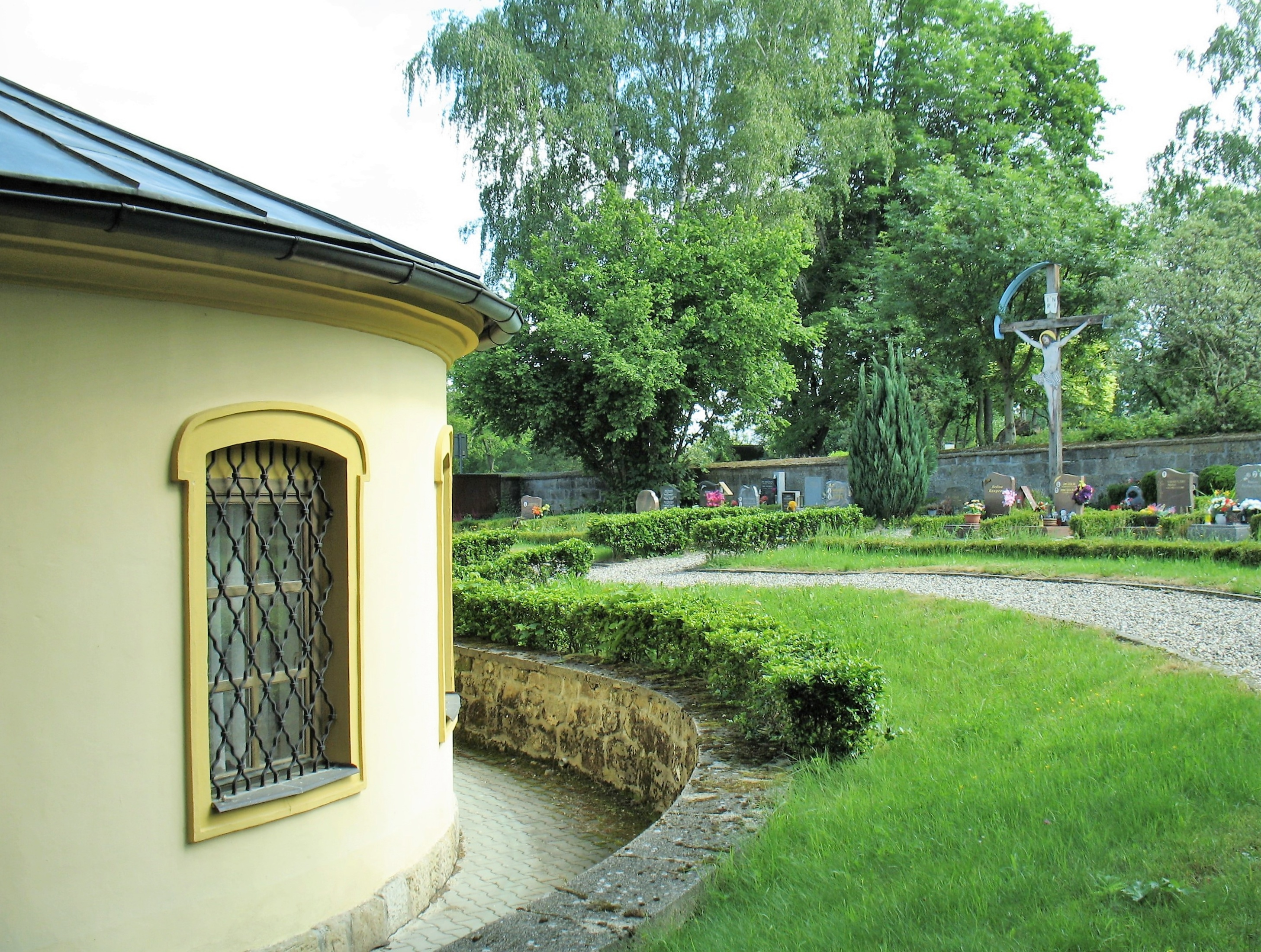
Starý hřbitov u kostela
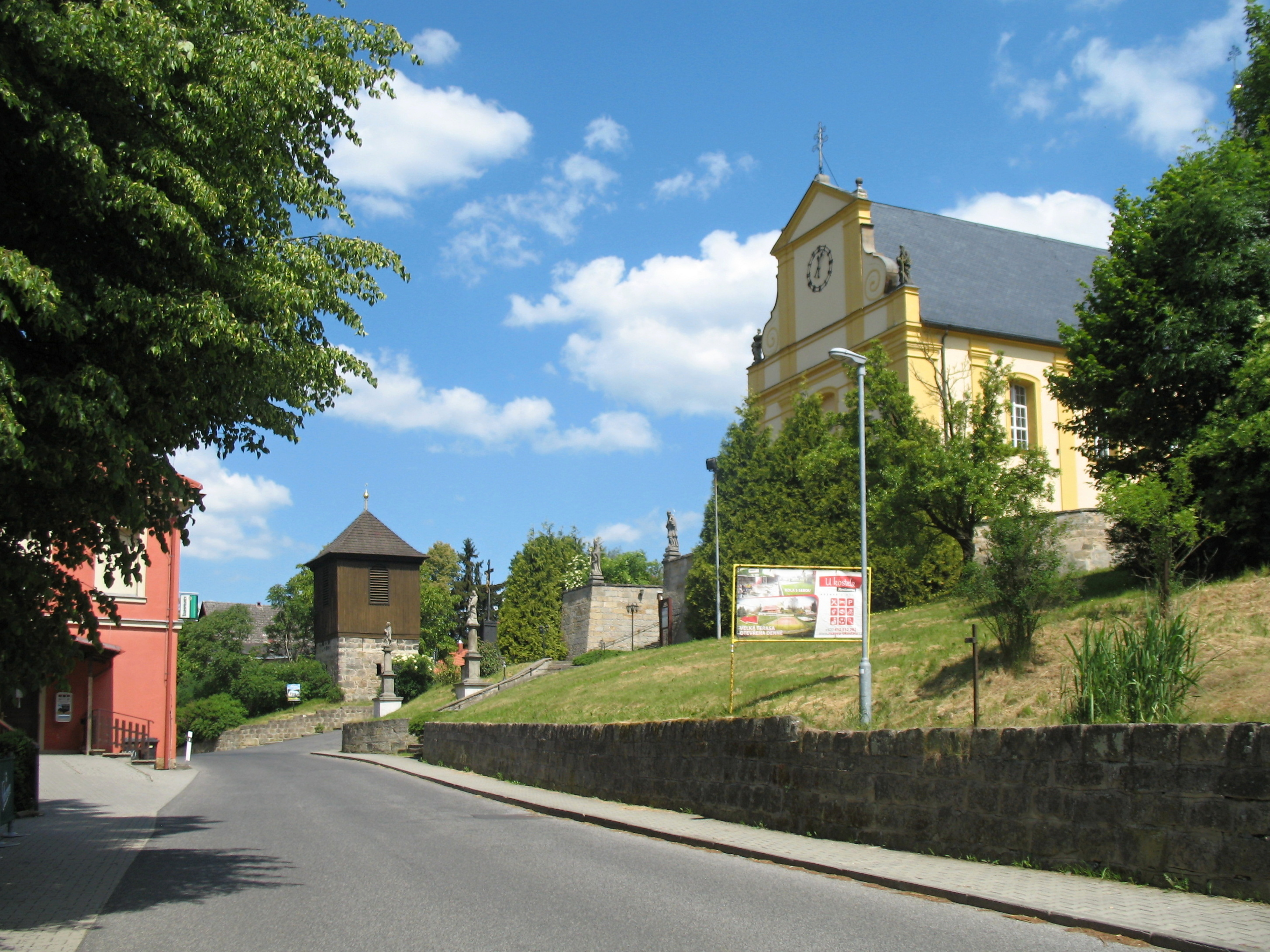
Pohled od jihu